# The Dub Messenger
The Dub Messenger je studijski album Leeja Scratcha Perryja. Izašao je 1980. godine. Reizdan je 1990. godine na CD-u pod diskografskom etiketom Tassa Records.

## Popis pjesama
1. Defend Yourself
2. The Dubber
3. Miracle Dreams
4. ABC Dubbing
5. Musical Transplant
6. Stop Following Me
7. Come By Me
8. Wackie's Plan
9. Hard Drive
10. Greetings

## Vanjske poveznice
- (engleski) Discogs.com
- (engleski) Upsetter  Arhivirana inačica izvorne stranice od 6. siječnja 2010. (Wayback Machine)